# Schürzeberg-Tunnel
Der Schürzeberg-Tunnel ist ein Eisenbahntunnel im Zuge der Bahnstrecke Frankfurt–Göttingen. Die historischen Tunnelportale stehen unter Denkmalschutz.

## Geografische Lage

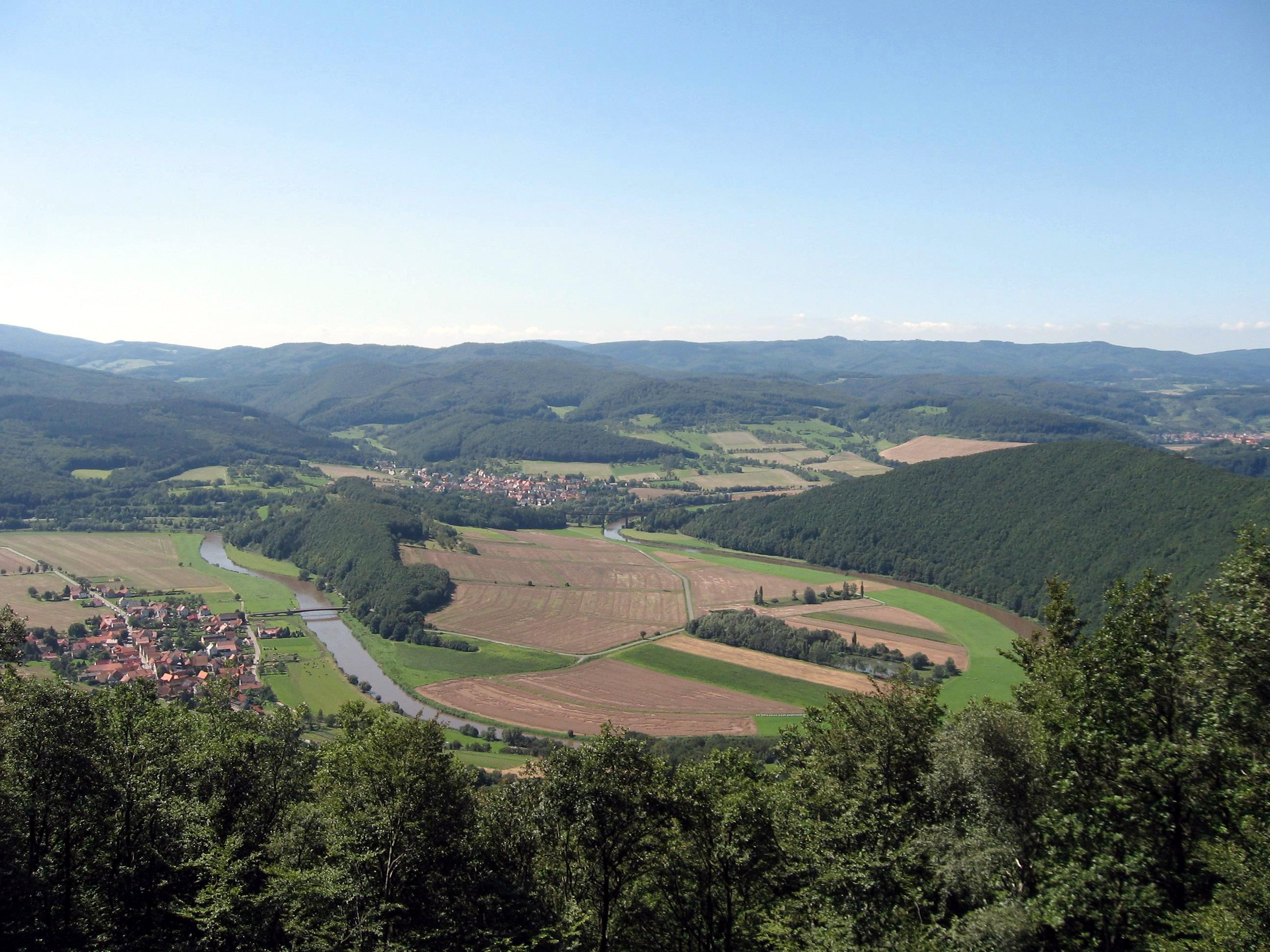
Werraschleife mit Schürzeberg (Bildmitte, links)

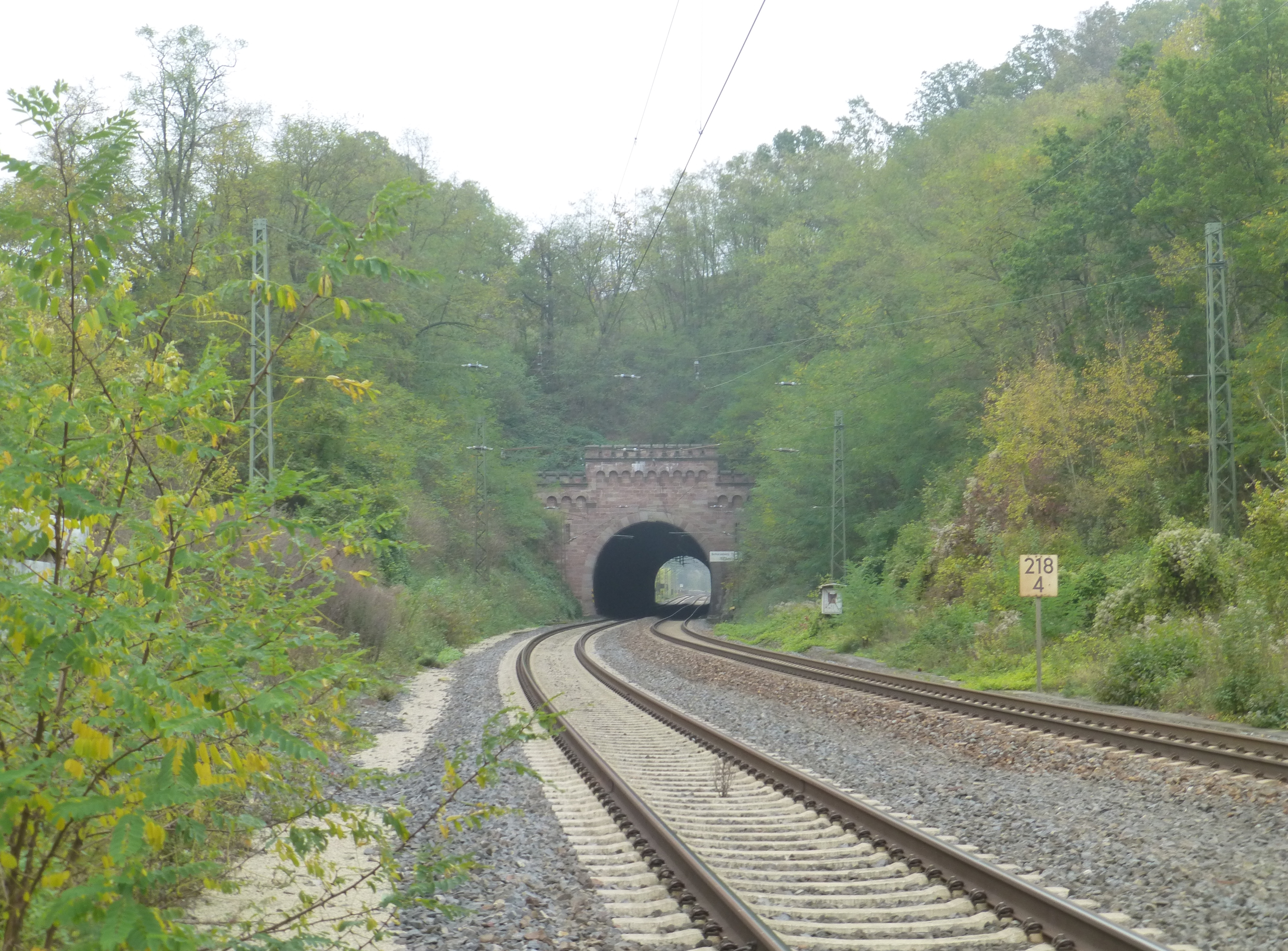
Blick Fahrtrichtung Eichenberg, Göttingen

Der Tunnel liegt bei Streckenkilometer 218,5 der zweigleisigen und elektrifizierten Bahnstrecke Frankfurt–Göttingen in der Gemarkung von Oberrieden, einem Stadtteil von Bad Sooden-Allendorf im Hessischen Werra-Meißner-Kreis. Der Schürzeberg-Tunnel unterquert als Sporntunnel den 214 m hohen Schürzeberg, der hier weit nach Osten ragt und von der Werra in einem Bogen umflossen wird. Unmittelbar südlich befand sich der heute aufgelassene Bahnhof Oberrieden, nördlich des Tunnels quert die Strecke den Fluss mit der Werrabrücke. Hier unterquert wiederum auch die B 27 mit dem Schürzebergtunnel von Norden kommend zuerst die Bahnstrecke, dann den Schürzeberg.

## Technische Parameter
Der Tunnel ist 173 m lang. Die Strecke verläuft hier gerade und ohne Bogen. Beide Gleise liegen in einer gemeinsamen Röhre.

## Geschichte
Der Tunnel wurde 1873 bis 1875 gebaut und ging 1876 mit dem Streckenabschnitt Niederhone–Eichenberg–Friedland in Betrieb. Der Gleismittenabstand betrug nach damaligen Standards 3,50 m.
Wegen der großen Bedeutung der Strecke für den Fernverkehr in der Bundesrepublik Deutschland beabsichtigte die Deutsche Bundesbahn schon Anfang der 1950er Jahre, die Strecke – zumindest südlich von Göttingen – zu elektrifizieren. Allerdings zogen sich die Verhandlungen über die Finanzierung des Vorhabens hin und es dauerte bis zum Ende des Jahrzehnts, bevor das angegangen werden konnte. Für den Schürzeberg-Tunnel bedeutete das einen massiven Umbau, denn nicht nur die für die Oberleitung erforderliche Höhe musste geschaffen werden, inzwischen war auch der Standard für den Gleismittenabstand auf 4 m geweitet worden. Deshalb wurde der Tunnelboden abgesenkt und der Gleisabstand auf wenigstens 3,75 m erweitert. Entsprechend musste der Tunnel aufgeweitet werden. Die Arbeiten für die Elektrifizierung der Gesamtstrecke begannen am Schürzeberg-Tunnel. Wegen seiner geringen Länge konnten die angewandten baulichen und betrieblichen Verfahren – der Umbau erfolgte bei eingleisigem Betrieb „unter dem rollenden Rad“ – hier getestet werden. Die Arbeiten dauerten vom Spätsommer 1959 bis Mitte Februar 1960.

## Denkmalschutz
Die beiden historischen und neuromanischen Tunnelportale aus Buntsandstein sind erhalten. Besonders prächtig ist das Nordportal zur Werra-Brücke hin gestaltet. Es trägt noch seine beiden Flankentürme mit quadratischem Querschnitt, die oben an den Ecken je mit vier aufgesetzten kleinen Ecktürmchen dekoriert sind. Beide Portale sind Kulturdenkmäler aufgrund des Hessischen Denkmalschutzgesetzes.